# 미카 토드
미카 타렛사 토드(Mika Taressa Todd, 1984년 5월 28일 ~ )는 일본의 여성 아이돌 가수였다. 예명은 미카(ミカ), 일본 이름은 쿠로사와 미카(黒澤美歌)이다. 미국 하와이주 호놀룰루 출신. 한때 헬로! 프로젝트의 아이돌 그룹, 코코넛무스메。와 미니모니。의 멤버로써 활동하였다.

## 특징
- 아버지가 오스트레일리아 사람, 어머니가 일본인인 혼혈인이다.
- 아버지 조니 토드는, 오스트레일리아인으로 현재는 하와이에 있는 재즈바를 경영하고 있다. 일본에서도 정기적으로 라이브 활동을 하고 있다.
- 미국 유학 후에는, 아버지와 함께 세계 각지에서 라이브 활동을 하고 있다.
- 생년월일과 혈액형이 와카츠키 치나츠와 같다.

## 약력
- 1998년 12월 20일, 소니 뮤직이 주최한 The Pacific Dream Pop Singer Contest에서 3rd Prize(특별상) 을 수상한다.
- 1999년 7월 23일, 코코넛무스메。로서 일본에서 데뷔한다.
- 2000년 10월, 미니모니。에 가입한다.
- 2003년 3월 29일, 미니모니。의 리더가 된다.
- 2004년 5월 2일, LA 유학을 위해 코코넛무스메。, 미니모니。, 헬로! 프로젝트를 졸업한다.
- 2004년 5월 29일, 도쿄도 카츠시카 구에서 라이브「조니 토드 JAZZ NIGHT 스파이더 워크 Vol.3」에 출연.
- 2005년 5월 27일, 도쿄 도 카츠시카 구에서 라이브「조니 토드 JAZZ NIGHT 스파이더 워크 Vol.4」에 출연.

## 음악
- 「Mika」(2005년 5월 27일)

각 유닛의 항목 참조

## 출연

### 텔레비전
- M의 묵시록 (2001년 4월 ~ 9월, 테레비아사히)
- 미소녀교육Ⅱ (2002년 4월 ~ 9월, TX계열：테레비도쿄)
- 드라마 사랑의 시「미니모니。의 브레멘 음악대」(2004년 3월 6일 - 27일, NHK 교육 텔레비전)

### 뮤지컬
- LOVE 센츄리 -꿈은 꾸지 않으면 시작되지 않아- (2001년 5월 3일 - 27일, 모닝구무스메。주연)
- 에도아가씨。추신구라 (2003년 5월 31일 - 6월 29일, 모닝구무스메。주연)

## 서적
- MIKA의 잘 나가는 영어회화 (2002년 5월 1일, 쇼우갓칸)
- 코코넛무스메。의 즐거운 하와이 유학 (2002년 8월 5일, 업프런트 북스) ISBN 4-8470-1460-X

## 소속 유닛
- 코코넛무스메。(1999년 ~ 2004년)
- 셔플 유닛
  - 아오이로7 (2000년)
  - 쥬닌 마츠리 (2001년)
  - 하피♥7 (2002년)
  - 7AIR (2003년)
- 미니모니。(2000년 ~ 2004년)